# Alberto Casadei
Alberto Casadei (* 5. Dezember 1985 in Mestre) ist ein ehemaliger italienischer Triathlet. Er wird in der Bestenliste italienischer Triathleten auf der Ironman-Distanz geführt.

## Werdegang
Alberto Casadei begann schon 1998 im Alter von dreizehn Jahren mit dem Triathlon-Sport.
Sein Spitzname ist Silver und er startet für das Liger Triathlon Team.

### Erster Ironman-Start 2014
Im Juni 2014 startete er beim Ironman Austria erstmals auf der Langdistanz (3,86 km Schwimmen, 180,2 km Radfahren und 42,195 km Laufen), wo er den zehnten Rang belegte. Bei der Europameisterschaft auf der Mitteldistanz wurde er im Oktober Siebter.
Bei der Triathlon-Weltmeisterschaft auf der Langdistanz belegte Alberto Casadei im Juni 2015 in Schweden als bester Italiener den 14. Rang. Bei der Erstaustragung des Ironman Maastricht-Limburg wurde er im August Dritter.
Im April 2017 belegte er auf der Mitteldistanz hinter Jan Frodeno beim Chia Sardinia 70.3 Triathlon auf Sardinien den zweiten Rang. Seit 2018 tritt Alberto Casadei nicht mehr international in Erscheinung.

### Privates
Seit Juli 2017 ist Alberto Casadei  verheiratet.

## Sportliche Erfolge
| Datum/Jahr    | Rang | Wettbewerb                           | Austragungsort | Zeit       | Bemerkung                                                                         |
| ------------- | ---- | ------------------------------------ | -------------- | ---------- | --------------------------------------------------------------------------------- |
| 6. Okt. 2018  | 13   | ITA Triathlon National Championships | Lerici         | 02:00:38   |                                                                                   |
| 19. Nov. 2017 | 4    | Laguna Phuket Triathlon              | Phuket         | 02:23:58   | hinter dem Deutschen Michael Raelert                                              |
| 17. Aug. 2014 | 1    | Gmunden Triathlon                    | Gmunden        | 00:53:27   | Sieger auf der Sprintdistanz                                                      |
| 25. Nov. 2012 | 3    | Laguna Phuket Triathlon              | Phuket         | 02:31:42,7 |                                                                                   |
| 21. Apr. 2012 | 30   | ETU Triathlon European Championships | Eilat          | 02:00:59   | Europameisterschaft auf der olympischen Kurzdistanz                               |
| 27. Nov. 2011 | 2    | Laguna Phuket Triathlon              | Phuket         | 02:36:56   |                                                                                   |
| 29. Juli 2010 | 1    | Triathlon EDF Alpe d’Huez            | Alpe d’Huez    | 01:51:33   | Sieger auf der Kurzdistanz                                                        |
| 4. Juli 2010  | 31   | ETU Triathlon European Championships | Athlone        | 01:48:02   | [ 5 ]                                                                             |
| 20. Juni 2010 | 1    | Salzburgerland Triathlon             | Kuchl          | 01:40:00   | [ 6 ]                                                                             |
| 30. Juni 2009 | 1    | Salzburgerland Triathlon             | Kuchl          | 01:47:56   | Sieg vor dem Österreicher Franz Höfer                                             |
| 6. Juni 2009  | 3    | Vienna City Triathlon                | Wien           |            | [ 8 ]                                                                             |
| 8. Juni 2008  | 8    | BG Triathlon World Championships     | Vancouver      | 01:55:59   | 1,5 km Schwimmen, 40 km Radfahren und 10 km Laufen                                |
| 30. Juni 2007 | DNF  | ETU Triathlon European Championships | Kopenhagen     | –          | auf der olympischen Kurzdistanz (1,5 km Schwimmen, 40 km Radfahren, 10 km Laufen) |

| Datum/Jahr    | Rang | Wettbewerb                                            | Austragungsort       | Zeit     | Bemerkung |
| ------------- | ---- | ----------------------------------------------------- | -------------------- | -------- | --- |
| 23. Apr. 2017 | 2    | Chia Sardinia 70.3 Triathlon                          | Sardinien            | 03:59:53 | |
| 25. Feb. 2017 | 2    | Middle Distance Triathlon Iberoamerican Championships | Havanna              | 04:14:52 | |
| 14. Juni 2015 | 2    | Ironman 70.3 Italy                                    | Pescara              | 04:06:38 | |
| 24. Mai 2015  | DNF  | ETU Middle Distance Triathlon European Championships  | Rimini               | –        | Europameisterschaft auf der Mitteldistanz – im Rahmen des Challenge Rimini                                                                                |
| 17. Mai 2015  | 15   | Ironman 70.3 Austria                                  | St. Pölten           | 04:12:23 | |
| 22. Nov. 2014 | 2    | Laguna Phuket Triathlon                               | Phuket               | 02:33:57 | |
| 18. Okt. 2014 | 7    | ETU Middle Distance Triathlon European Championships  | Peguera              | 04:17:09 | zweitschnellster Italiener bei der Europameisterschaft auf der Mitteldistanz im Rahmen des Challenge Paguera-Mallorca – hinter dem Sieger Giulio Molinari |
| 31. Aug. 2014 | 2    | Ironman 70.3 Zell am See-Kaprun                       | Zell am See          | 04:03:22 | |
| 23. Aug. 2014 | 2    | Ironman 70.3 Budapest                                 | Budapest             | 03:48:49 | |
| 25. Mai 2014  | 9    | Ironman 70.3 Austria                                  | St. Pölten           | 03:57:12 | |
| 5. Mai 2013   | 3    | ITA Middle Distance Triathlon National Championships  | Barberino di Mugello | 03:57:33 | |
| 2. Dez. 2012  | 3    | Ironman 70.3 Asia Pacific                             | Phuket               | 04:08:06 | |
| 2. Sep. 2012  | 10   | TriStar111 Monaco                                     | Monaco               | 03:54:03 | |
| 3. Juni 2012  | 1    | TriStar111 Salzkammergut                              | Attersee             | 03:19:27 | Sieger bei der Erstaustragung |
| 30. Okt. 2011 | 4    | Ironman 70.3 Miami                                    | Miami                | 03:51:26 | [ 11 ] |
| 23. Aug. 2009 | 2    | Ironman 70.3 Timberman                                | New Hampshire        |          | |
| 5. Okt. 2008  | 3    | Ironman 70.3 Austin                                   | Austin               |          | |

| Datum/Jahr    | Rang | Wettbewerb                                      | Austragungsort    | Zeit     | Bemerkung                                        |
| ------------- | ---- | ----------------------------------------------- | ----------------- | -------- | ------------------------------------------------ |
| 22. Sep. 2018 | 10   | Ironman Italy                                   | Cervia            | 08:43:13 |                                                  |
| 9. Juli 2017  | DNF  | Ironman Germany                                 | Frankfurt am Main | –        | Ironman European Championships                   |
| 14. Nov. 2015 | 4    | Ironman Malaysia                                | Langkawi          | 09:00:49 |                                                  |
| 2. Aug. 2015  | 3    | Ironman Maastricht-Limburg                      | Maastricht        | 08:38:04 | Dritter bei der Erstaustragung                   |
| 27. Juni 2015 | 14   | ITU Long Distance Triathlon World Championships | Motala            | 05:14:32 | Triathlon-Weltmeisterschaft auf der Langdistanz  |
| 5. Okt. 2014  | 4    | Ironman Barcelona                               | Calella           | 08:10:49 | mit persönlicher Bestzeit bei der Erstaustragung |
| 29. Juni 2014 | 10   | Ironman Austria                                 | Klagenfurt        | 08:25:42 |                                                  |

(DNF – Did Not Finish)